# La Bohémienne (Bouguereau)
Pour les articles homonymes, voir La Bohémienne.
La Bohémienne est un tableau réalisé par le peintre français William Bouguereau en 1890. Cette huile sur toile est le portrait d'une jeune fille avec à l'arrière-plan la cathédrale Notre-Dame de Paris. Elle a appartenu au Minneapolis Institute of Art jusqu'à sa vente par Christie's en 2004.